# Anna Kučerová (klavíristka)
Anna Kučerová (* 23. května 1928 Frýdek – 16. srpna 2007 Brno) byla moravská pianistka, učitelka hry na klavír.

## Život
Narodila se ve Frýdku, části pozdějšího Frýdku-Místku, 23. května 1928. Ve svých 15 letech, během druhé světové války, začala studovat hru na klavír u profesorů brněnské konzervatoře Františka Schäfera a Emila Šotoly. Brzy po studiích začala také sama vyučovat.
V roce 1964 se přestěhovala do Brna a zde působila na Základní umělecké škole na Veveří v Žabovřeskách a na Osvětové besedě v Masarykově čtvrti. I ve vyšším věku pak dále působila v soukromé Základní umělecké škole A. R. K. Music, založené v roce 1997 a působící v budově základní školy na náměstí Míru.
V průběhu téměř šedesátileté pedagogické činnosti vzešlo z její klavírní školy bezmála 70 profesionálních hráčů a hráček včetně pedagogů konzervatoří nebo vysokých uměleckých škol nebo koncertních mistrů, mimo jiné Marta Toaderová, Šárka Králová, Dana Drápelová či Michal Kocourek.
Zemřela 16. srpna 2007 v Brně a poslední rozloučení proběhlo 24. srpna ve Slatině. V lednu 2010 jí byla in memoriam udělena Cena města Brna za rok 2009 v oblasti výchovy a vzdělávání.